# Chadrabalin Lodoidamba
Chadrabalin Lodoidamba (em cirílico mongol: Чадравалын Лодойдамба) (Govi-Altay, 1917 - 1970) foi um escritor da Mongólia.
Em 1954, se licenciou na Universidade Nacional da Mongólia (Монгол Улсын Их Сургууль, Mongol Ulsyn Ikh Surguul) e publicou seu primeiro conto: "Malgait Chono".
A versão que levou ao cinema uma de suas obras, A Água Clara do Tamir (1970 - 1973), dirigida por Ravjagiin Dorjpalam, conseguiu grande êxito.

## Obra
- Tungalag Tamir (cirílico mongol Тунгалаг Тамир, O claro Tamir) (1962)
- Manai surguuliinkhan (cirílico mongol манай сургуулийнхан, Nossos filhos na escola) (1952)